# 달리는 라디오 (경남)
송동욱, 이윤정의 달리는 라디오는 TBN 경남교통방송(창원 FM 95.5MHz, 진주 FM 100.1MHz, 거창 FM 107.3MHz)에서 평일 저녁 6시 5분부터 7시 53분까지 방송되는 경남권 지역의 퇴근길 라디오 프로그램이다.

## 코너소개

### 일일 코너
- 지금 이 시각 교통정보 : 가장 정체되는 지역의 교통정보를 종합적으로 전달
- 통신원 현장연결 : 경남 주요도로 퇴근길 교통상황 현장 중계
- 별의별 퀴즈(콩트) : 매일 색다른 퀴즈로 청취자들과 즐겁게 소통하는 시간
- 극한콩트! ‘짱형사와 마형사’ : 베테랑 짱형사와 어리버리 신입형사 마형사의 왁자지껄 수사기

## 주간 코너

### 월요일
- 이륜차 교통사고 Zero! '두 바퀴의 행복' : 이륜차 교통사고 줄이기 (도로교통공단, 교통안전공단, 경남청 협업)
- 모아모아 핫이슈 : 한 주간 가장 핫했던 사회 이슈들을 모아서 알기쉽게 소개 (이유경 리포터)

### 화요일
- 자동차 핫클릭 : 자동차 이슈 및 동향 (오토타임즈 구기성 기자)
- 은경이네 반찬 : 요리전문가의 저녁 반찬 만들기(요리연구가 오은경)

### 수요일
- 자동차 정비 Q&A : 자동차 정비와 관련된 모든 것(이창영 정비 기능장)
- 달라달라 잡담소 : 재밌고 특이한 직업을 가진 분들과의 만남 (양혜지 리포터)

### 목요일
- 달리는 마음상담소 : 심리상담 사례 및 극복방안, 실시간 상담 (시아심리상담센터 서연정 원장)
- 우승엽의 생존원정대 : 각종 재난 대처법 소개 (도시재난연구소 우승엽 소장)

### 금요일
- 한 주간 교통 빅데이터 : 상황실에 접수된 퇴근길 교통사고 제보를 바탕으로 교통상황을 예측
- 싸움의 기술 : 생활 속 다양한 분쟁을 지혜롭게 풀어보는 시간 (엄도흥, 이수경 변호사)
- 슬기로운 주부생활 : 알뜰살뜰 살림 노하우 대공개! (맘이 행복한 마을 연구소 오지아 대표)